# Градеж (Велике Лаще)
Градеж (словен. Gradež) — поселення в общині Велике Лаще, Осреднєсловенський регіон, Словенія. 
Висота над рівнем моря: 598,5 м.